# Херст, Фиби
Фиби Элизабет Апперсон Херст (3 декабря 1842 — 13 апреля 1919) — американский меценат и феминистка, более всего известная как мать газетного магната Уильяма Рэндольфа Херста.

## Биография
Родилась в округе Франклин штата Миссури. В возрасте 19 лет вышла замуж за Джорджа Херста, позже ставшего сенатором Соединённых Штатов. Вскоре после свадьбы молодая пара переехала в Калифорнию, в Сан-Франциско, где Фиби родила своего единственного сына, Уильяма.
В 1880-х годах она была активной меценаткой. В частности, она была основным спонсором и директором ассоциации детских садов «Золотые ворота», а также первым президентом калифорнийского «Клуба столетия». Кроме того, она была главным благодетелем Калифорнийского университета в Беркли и первой в его истории женщиной-регентом. С 1897 года она входила в состав совета до конца жизни. Кроме того, в 1897 году она активно участвовала в создании Национального конгресса матерей, ставшего предшественником Национальной ассоциации родителей и учителей. В 1900 году она стала соучредителем Национальный кафедральной школы; публичная начальная школа рядом с этим учреждением названа в её честь.
В 1898 году Херст сменила свои религиозные убеждения: будучи до этого прихожанкой Камберлендской пресвитерианской церкви, она обратилась в веру бахаи и впоследствии сыграла важную роль в распространении этой религии на территории Соединённых Штатов. 14 декабря 1889 года она прибыла на территорию османской Палестины (ныне Израиль), совершив паломничество в Акку и Хайфу. Позже она описала эти события как «Эти три дня были самыми запоминающимися днями в моей жизни».
Она умерла 13 апреля 1919 года от испанки в возрасте 76 лет. Была похоронена в Калифорнии, в мемориальном парке Кипресс-Лаун города Кольма, округ Сан-Матео, Калифорния.